# 播音室
《播音室》（英語：Next Caller）是一部由斯蒂芬·福尔克创造的美国情景喜剧，2012年5月全国广播公司正式预订本剧。本片定于2013年初在全国广播公司播出，第一季预计将只有7集。
然而在2012年10月12日NBC宣布取消本剧，已经拍摄好的四集也不会播出。本剧也因此成为续律政宝贝后2012年至2013年电视播出季第二个被取消的电视剧。

## 演员和角色
- 丹尼·庫克 饰 卡姆·唐恩
- 科莱特·沃尔夫 饰 斯特拉·胡布勒
- 杰弗里·坦博尔 饰 杰斐逊·明格斯
- 乔伊·奥斯曼斯基 饰 温妮·海德
- 戴思敏·博格斯 饰 达雷尔[9]